# Сопочная (приток Енисея)
 Сопочная — река в Восточной Сибири, приток реки Енисей, протекает по территории Таймырского Долгано-Ненецкого района Красноярского края. Длина реки составляет 37 км, впадает в Енисей в 3 км от её устья.

## Данные водного реестра
По данным государственного водного реестра России относится к Енисейскому бассейновому округу, речной бассейн реки — Енисей, речной подбассейн реки — Бассейн притоков Енисея ниже впадения Нижней Тунгуски. Водохозяйственный участок реки — Енисей от водомерного поста города Игарка и до устья, без реки Хантайка от истока до Усть-Хантайское.
Код объекта в государственном водном реестре — 17010800412116100115253.